# Anisodes decorata
Anisodes decorata är en fjärilsart som beskrevs av W. Warren 1904. Anisodes decorata ingår i släktet Anisodes och familjen mätare. Inga underarter finns listade i Catalogue of Life.